# Sprachen in Belarus
Die sprachliche Situation in Belarus zeichnet sich durch ein historisch bedingtes Nebeneinander verschiedener sprachlicher Kodes aus. Die heute verbreitetsten sind Belarussisch, Russisch und die sogenannte Trassjanka, eine Form gemischter Rede, in der sich belarussische und russische Elemente und Strukturen in schneller Folge abwechseln.

## Geschichte
Die frühesten Texte aus den ethnisch belarussischen Gebieten, die bekannt sind, datieren aus dem 12. Jahrhundert. Dies sind auf Kirchenslawisch verfasste Schriftdenkmäler, meist Heiligenlegenden und Predigten. Im 13. und 14. Jahrhundert mehren sich Texte, vor allem Urkunden, die heute als typisch belarussisch geltende Merkmale in Phonetik, Grammatik und Lexik aufweisen. Der Anteil von Elementen des Kirchenslawischen und autochthoner ostslawischer Mundarten, darunter auch den belarussischen, in den frühen ostslawischen Texten ist im Einzelfall umstritten. Generell kann jedoch gesagt werden, dass in hoch bewerteten Textgattungen, vor allem religiösen Texten, das Kirchenslawische überwog, während auf der anderen Seite in Alltagstexten deutlich die Volkssprache dominierte.
Im späten 14. sowie im 15. Jahrhundert erfolgte eine als Rebulgarisierung bekannte Archaisierung der kirchenslawischen religiösen Schriften, um der vermeintlichen Verfälschung des göttlichen Wortes durch volkssprachliche Einflüsse entgegenzuwirken. Dies vergrößerte erneut die Verständlichkeitsbarriere des Kirchenslawischen für die breite Bevölkerung. Dies und der politische Aufstieg des Großfürstentums Litauen, das über eine mehrheitlich slawische Bevölkerung verfügte, trugen zur Entstehung einer Schriftsprache auf autochthoner ostslawischer Basis bei. Diese entwickelte sich als Koine aus Mundarten, die an die administrativen Zentren des Großfürstentums angrenzten. Sie war Staatssprache des Großfürstentums Litauen und wurde vor allem in Behörden, Kanzleien und dem diplomatischen Schriftverkehr verwendet, drang aber im Laufe der Zeit immer mehr auch in Domänen des Kirchenslawischen vor. In zeitgenössischen Quellen wurde sie als „ruskij jazyk“ bezeichnet, was dazu geführt hat, dass sie von der „vaterländischen“ russischen Sprachgeschichtsschreibung bis heute als Teil der russischen Sprachgeschichte reklamiert wird. Die national orientierte belarussische Sprachgeschichtsschreibung hingegen beansprucht die genannte Sprache als Altbelarussisch für sich, was ebenfalls insofern problematisch ist, als sich zur damaligen Zeit noch keine separate belarussische Identität im heutigen Sinne herausgebildet hatte. Im Deutschen ist darüber hinaus der Begriff Ruthenische Sprache in Gebrauch, der oft jedoch eher auf die südliche (aus heutiger Sicht ukrainische) Variante der Staatssprache im Großfürstentum Litauen abhebt.
Nach der Union von Lublin sowie der Kirchenunion von Brest verstärkte sich der Einfluss der polnischen Sprache und Kultur im Großfürstentum Litauen, was zum Bedeutungsverlust des Ruthenischen und schließlich Verbot (1696) seiner Verwendung in amtlichen Dokumenten führte. Der Fortbestand belarussischer sprachlicher Elemente wurde in der Folge vor allem durch die Dialekte und mündlich überlieferte Folklore gesichert. Nach den Teilungen Polens blieb zunächst noch das Polnische die sozial dominante Sprache im heutigen Belarus, wurde dann jedoch insbesondere nach dem Novemberaufstand durch das Russische abgelöst.
Im Zuge der Romantik ließen sich im 19. Jahrhundert Dichter und Intellektuelle mit Abstammung aus den heutigen belarussischen Gebieten vom Sprachgebrauch der dortigen ländlichen Bevölkerung inspirieren und schufen damit eine neue, nicht an die Staatssprache des Großfürstentums Litauen anknüpfende Basis für die moderne belarussische Schriftsprache. Die Sprachpolitik des Russischen Kaiserreichs betrachtete das Belarussische als Dialekt des Russischen und verbot nach dem Januaraufstand von 1863, an dem auch Belarussen beteiligt gewesen waren, alle – vorerst noch zaghaften – Bestrebungen sprachlich-kultureller Eigenständigkeit.
Intensiver wurden die Bemühungen zur Schaffung einer modernen belarussischen Schriftsprache nach den Liberalisierungen infolge der Russischen Revolution 1905, als unter anderem das Druckverbot für belarussische Schriften aufgehoben wurde. Eine herausragende Rolle für die Entwicklung von Sprachnormen spielte die von 1906 bis 1915 erschienene Zeitung Nascha Niwa, in der die Vordenker der damaligen belarussischen Nationalbewegung publizierten. Einzug in das Schulwesen erhielt das Belarussische erstmals unter deutscher Besatzung im von 1915 bis 1918 bestehenden deutschen Besatzungsgebiet Ober Ost.
In der Belarussischen Sozialistischen Sowjetrepublik wurde gemäß der Leninschen Nationalitätenpolitik zunächst eine Politik zur Belarussifizierung des öffentlichen Lebens sowie zum terminologischen Ausbau der belarussischen Sprache betrieben. Anfang der 1930er-Jahre jedoch begann die sowjetische Staats- und Parteiführung ihren ideologischen Kampf gegen den vermeintlichen „lokalen Nationalismus“, was zum Ende der Belarussifizierungspolitik und im Verlauf der 1930er- und 1940er-Jahre zu schweren Repressionen bis hin zu physischer Vernichtung der national gesinnten belarussischen Intelligenz führte. 1934 wurde das Russische in der gesamten Sowjetunion zur überregionalen Verkehrssprache erklärt, 1938 wurde für die Schüler aller Schulen in den nicht-russischen Sowjetrepubliken die Pflicht eingeführt, das Russische zu lernen. Die Politik in Westbelarus hingegen, das in der Zwischenkriegszeit zum polnischen Staat gehörte, war auf eine langfristige Assimilation der belarussischen Bevölkerung durch das polnische Schulwesen und den römischen Katholizismus gerichtet.
Entscheidenden Einfluss auf die sprachliche Entwicklung in den Nachkriegsjahrzehnten hatte die Industrialisierung und Verstädterung Sowjetbelarus’, das nach 1945 auch die zuvor polnischen Gebiete umfasste. So wurden die Belarussen in den vormals russisch, jüdisch und polnisch geprägten Städten erstmals zur vorherrschenden Nationalität. Zugleich aber entwickelte sich Belarus zur Sowjetrepublik mit dem höchsten Zuzug von Russen, die oft berufliche Führungspositionen einnahmen und damit zur Rolle des Russischen als Sprache des sozialen Aufstiegs beitrugen. Dies führte dazu, dass vom Land in die Stadt ziehende Dialektsprecher des Belarussischen um Anpassung an die russischsprachige Umgebung bemüht waren. Auf diese Weise verbreitete sich die intensive belarussisch-russische Sprachmischung Trassjanka, die auch an die folgende Generation weitergegeben wurde. Ein Gesetz, das der Oberste Sowjet der Belarussischen Sowjetrepublik 1959 erließ, ermöglichte es Schülern russischsprachiger Schulen, sich vom Belarussisch-Unterricht befreien zu lassen. 1978 beschloss der Ministerrat der UdSSR, bereits in allen ersten Klassen der nicht-russischsprachigen Schulen Russischunterricht einzuführen, was die Position des Belarussischen weiter schwächte.
Im Zuge der Perestroika wurde die Aufwertung der belarussischen Sprache zu einer entscheidenden Forderung der national gesinnten Intelligenz, die sich in der Belarussischen Volksfront und, enger sprachbezogen, der Gesellschaft für belarussische Sprache zu organisieren begann. Unter dem Druck dieser Bewegung beschloss der Oberste Sowjet der Belarussischen Sowjetrepublik 1990 ein Sprachengesetz, das Belarussisch zur einzigen Staatssprache erklärte.

## Entwicklung seit dem Zerfall der Sowjetunion
Mit der Auflösung der Sowjetunion im Dezember 1991 blieb das belarussische Sprachengesetz in Kraft, und es wurde eine Belarussifizierungspolitik betrieben, deren Ziel es war, innerhalb von zehn Jahren die wichtigsten Bereiche des öffentlichen Lebens sprachlich ins Belarussische zu überführen. Ein besonderes Augenmerk wurde dabei auf das Schulwesen gelegt.
Weite Teile der Bevölkerung lehnten die Belarussifizierungspolitik jedoch ab, was Aljaksandr Lukaschenka 1994 in seiner ersten Präsidentschaftskampagne aufgriff. Nach seiner Wahl initiierte er 1995 unter demokratisch fragwürdigen Umständen ein Referendum, in dem nach offiziellen Angaben 88,3 % der Teilnehmer dafür plädierten, das Russische dem Belarussischen rechtlich gleichzustellen. In der Neufassung des Sprachengesetzes wurde das Russische neben dem Belarussischen als Staatssprache genannt. In der Praxis endete damit die Politik einer positiven Diskriminierung zugunsten des Belarussischen, da in der Folge in allen wesentlichen Bereichen des öffentlichen Lebens entweder das Russische oder das Belarussische benutzt werden konnte. Aufgrund der jahrzehntelangen Dominanz des Russischen lief dies de facto auf eine ganz überwiegende Verwendung des Russischen hinaus. Vor allem in der zweiten Hälfte der 1990er- und der ersten Hälfte der 2000er-Jahre wurde die öffentliche Verwendung des Belarussischen außerhalb von Bildung und Kultur zum Symbol oppositioneller Gesinnung, was durch geringschätzige Äußerungen Lukaschenkas über die belarussische Sprache noch verstärkt wurde. Angesichts einiger politisch-ökonomischer Konflikte mit Russland seit Mitte der 2000er-Jahre und der Rolle Russlands in der Ukraine-Krise ist jedoch in jüngerer Zeit eine gewisse rhetorische Aufwertung der belarussischen Sprache feststellbar, die sich allerdings bisher noch nicht in einer Änderung der faktischen Sprachpolitik widerspiegelt.
In den bisherigen belarussischen Volkszählungen von 1999 und 2009 wurde zum einen nach der Muttersprache, zum anderen nach der üblicherweise zu Hause verwendeten Sprache gefragt. Von den Bürgern belarussischer Nationalität nannten 1999 85,6 % das Belarussische und 14,3 % das Russische als Muttersprache, 2009 60,8 % das Belarussische und 37,0 % das Russische. Auf die Frage nach der üblicherweise zu Hause verwendeten Sprache nannten 1999 41,3 % der Belarussen das Belarussische, 58,6 % das Russische; 2009 waren die Werte 26,1 % für das Belarussische und 69,8 % für das Russische. Ein jüngeres, an der Universität Oldenburg angesiedeltes soziolinguistisches Forschungsprojekt zur Situation in Belarus hat auf die Unzuverlässigkeit der Fragestellung in den Volkszählungen hingewiesen und in Befragungen die Trassjanka als zusätzliche Antwortkategorie neben Belarussisch und Russisch hinzugefügt (mit der Benennung als „belarussisch-russische Mischsprache“). Außerdem wurden Mehrfachnennungen zugelassen. Dabei ergaben sich auf die Frage an Belarussen nach der Muttersprache/den Muttersprachen rund 49 % Nennungen für Belarussisch, 38 % für die Trassjanka und 30 % für Russisch. Als ihre Erstsprache(n) nannten rund 50 % die Trassjanka, 42 % das Russische und 18 % das Belarussische. Als hauptsächlich verwendete Sprache – hier war keine Mehrfachnennung möglich – gaben 55 % der befragten Belarussen Russisch an, 41 % die Trassjanka und 4 % Belarussisch.
Neben Russisch, Belarussisch und der Trassjanka sind in Belarus in deutlich geringerem Maße Sprachen nationaler Minderheiten verbreitet. Laut Volkszählung von 2009 verwendet die überwiegende Mehrheit der Nicht-Belarussen im Alltag das Russische.
| Nationalität | Bevölkerung in Tausend | Belarussisch | Russisch |
| ------------ | ---------------------- | ------------ | -------- |
| Gesamt       | 9.504                  | 23,4         | 70,2     |
| Belarussen   | 7.957                  | 26,1         | 69,8     |
| Russen       | 0785                   | 02,1         | 96,5     |
| Polen        | 0295                   | 40,9         | 50,9     |
| Ukrainer     | 0159                   | 06,1         | 88,4     |
| Juden        | 013                    | 02,0         | 95,9     |